# 亨德里克·卡西米爾
亨德里克·布魯特·格哈德·卡西米爾（荷蘭語：Hendrik Brugt Gerhard Casimir，1909年7月15日—2000年5月4日），荷蘭物理學家，其著名研究為1934年發表的超導體二流體模型（與科內利斯·雅各·霍爾特合作），以及1948年的卡西米爾效應（與德克·波德合作）。

## 傳記
他在保羅·埃倫費斯特的指導下於萊頓大學學習理論物理學，並於1931年取得博士學位。其博士論文研究的是剛性旋轉體的量子物理學與粒子旋轉的群論。期間曾到哥本哈根並在尼爾斯·玻爾的指導下研究。他在取得博士學位之後到蘇黎世聯邦理工學院擔任沃爾夫岡·泡利的研究助理。他在1938年成為了萊頓大學的物理學教授。他當時活躍的研究領域為熱傳導及電傳導，並對降溫至千分之一開爾文的方法作出了貢獻。
卡西米爾在二次世界大戰期間的1942年轉到埃因霍溫的飛利浦物理實驗室 工作。此後他仍然是一名活躍的科學家，並在1945年發表了一篇研究拉斯·昂薩格的微觀不可逆原理的有名論文。他在1972年從飛利浦退休。
儘管他的職業生涯都在從事工業研究，亨德里克·卡西米爾是荷蘭最偉大的理論物理學家之一。卡西米爾在1931年至1950年間對科學作出了不少貢獻。這些貢獻包括：純粹數學、李群（1931年）、超精細結構、核四極矩的計算（1935年）、低溫物理學、磁學、超導體的熱力學、順磁弛豫（1935年至1942年）、昂薩格的不可逆現象應用（1942年至1950年）。他幫助成立了歐洲物理學會並在1972年至1975年間擔任其主席一職。他在1979年是歐洲核子研究組織二十五週年慶典中的主要講員之一。
卡西米爾在1948年於飛利浦實驗室與德克·波德合作，預測到傳導板中存在着量子力學的吸引力，這就是現在所知的卡西米爾效應，它能對微機電系統及其他系統帶來重大的影響。
他在荷蘭以外獲授六個名譽博士頭銜。他獲得過很多獎項，其中包括代表傑出成就的工業研究所獎章（1976年）。他還是美國國家工程院的外籍院士，以及英國皇家學會的外籍會員。

## 另見
- 卡西米爾效應
- 卡西米爾不變量

## 發表論文
- H. B. G. Casimir, Haphazard Reality: half a century of science (Harper & Row, New York, 1983); Casimir's autobiography in English. ISBN 0-06-015028-9
- H. B. G. Casimir, Het toeval van de werkelijkheid: Een halve eeuw natuurkunde (Meulenhof, Amsterdam, 1992); Casimir's autobiography in Dutch. ISBN 90-290-9709-4
- H. B. G. Casimir, and D. Polder, The Influence of Retardation on the London-van der Waals Forces, Physical Review, Vol. 73, Issue 4, pp. 360–372 (1948).  （页面存档备份，存于）
- H. B. G. Casimir, On the attraction between two perfectly conducting plates, Proceedings of the Royal Netherlands Academy of Arts and Sciences, Vol. 51, pp. 793–795 (1948).  （页面存档备份，存于）